# Bathystethus cultratus
Bathystethus cultratus är en fiskart som först beskrevs av Bloch och Schneider, 1801.  Bathystethus cultratus ingår i släktet Bathystethus och familjen Kyphosidae. Inga underarter finns listade.